# Contre-jour (photographie)
Vous pouvez aider à l'améliorer ou bien discuter des problèmes sur sa page de discussion.
- Il ne cite pas suffisamment ses sources. Vous pouvez indiquer les passages à sourcer avec {{référence nécessaire}} ou {{Référence souhaitée}}, et inclure les références utiles en les liant aux notes de bas de page. (Marqué depuis juillet 2025)
- Il n’est pas rédigé dans un style encyclopédique. (Marqué depuis juillet 2025)
- Il relève du guide pratique, ce qui n'est pas de nature encyclopédique. Vous pouvez reformuler les passages concernés, ou remplacer ce bandeau par {{pour Wikibooks}}, {{pour Wikiversité}}, ou {{pour Wikivoyage}}, afin de demander le transfert vers un projet frère plus approprié. (Marqué depuis juillet 2025)

- Archive Wikiwix
- Bing
- Cairn
- DuckDuckGo
- E. Universalis
- Gallica
- Google
- G. Books
- G. News
- G. Scholar
- Persée
- Qwant
- (zh) Baidu
- (ru) Yandex
- (wd) trouver des œuvres sur Wikidata

Pour les articles homonymes, voir Contre-jour.

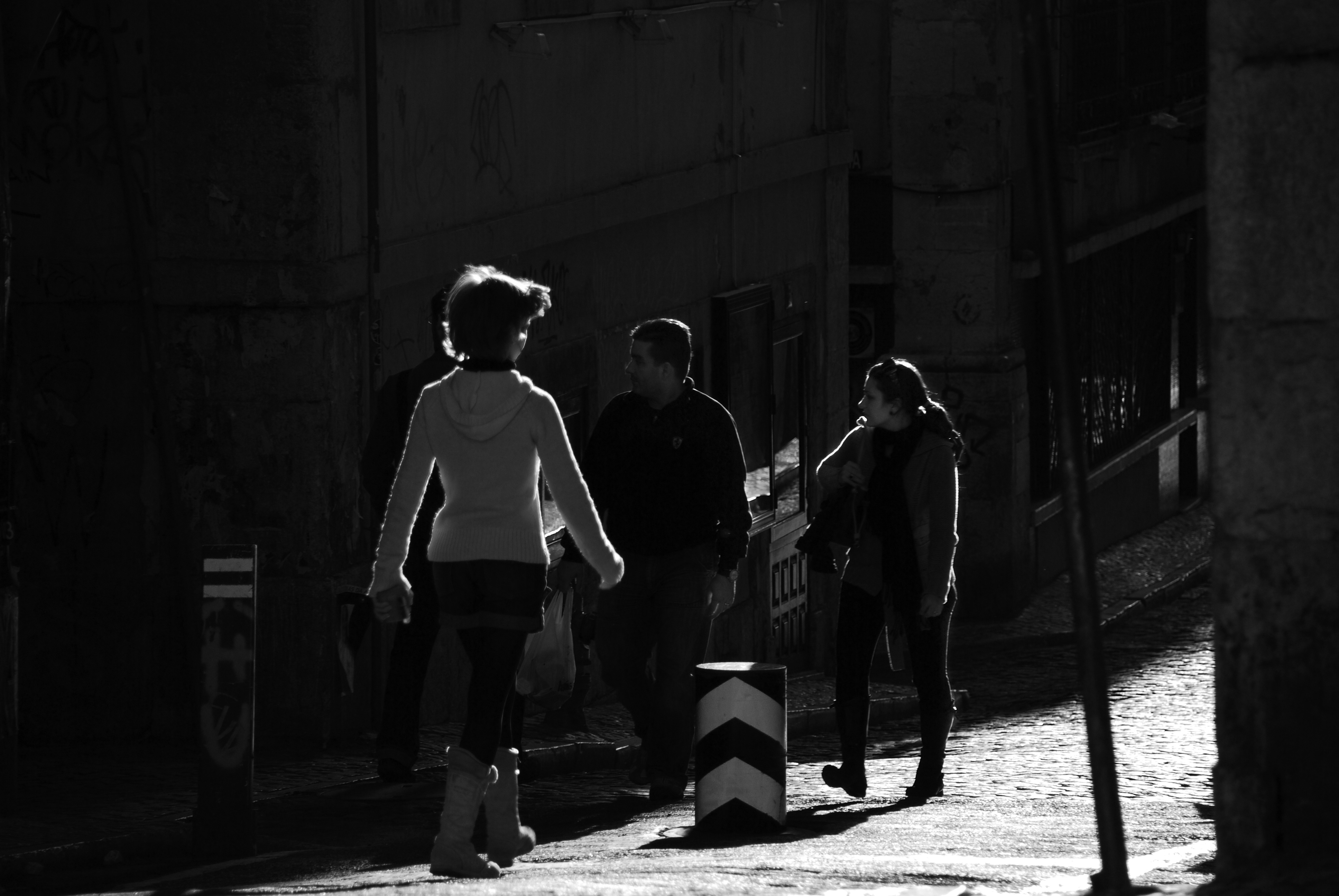
Passants à contre-jour

Le contre-jour est une technique ou effet  photographique où l'appareil photographique est orienté directement pendant la prise de vue vers une source lumineuse.
Cet effet provoque un contraste important entre le clair et le sombre et met en évidence les silhouettes, les bords et les formes. La source lumineuse peut être vue sous la forme d'une tache brillante, ou de rayons derrière le sujet.

## Problèmes

### flare

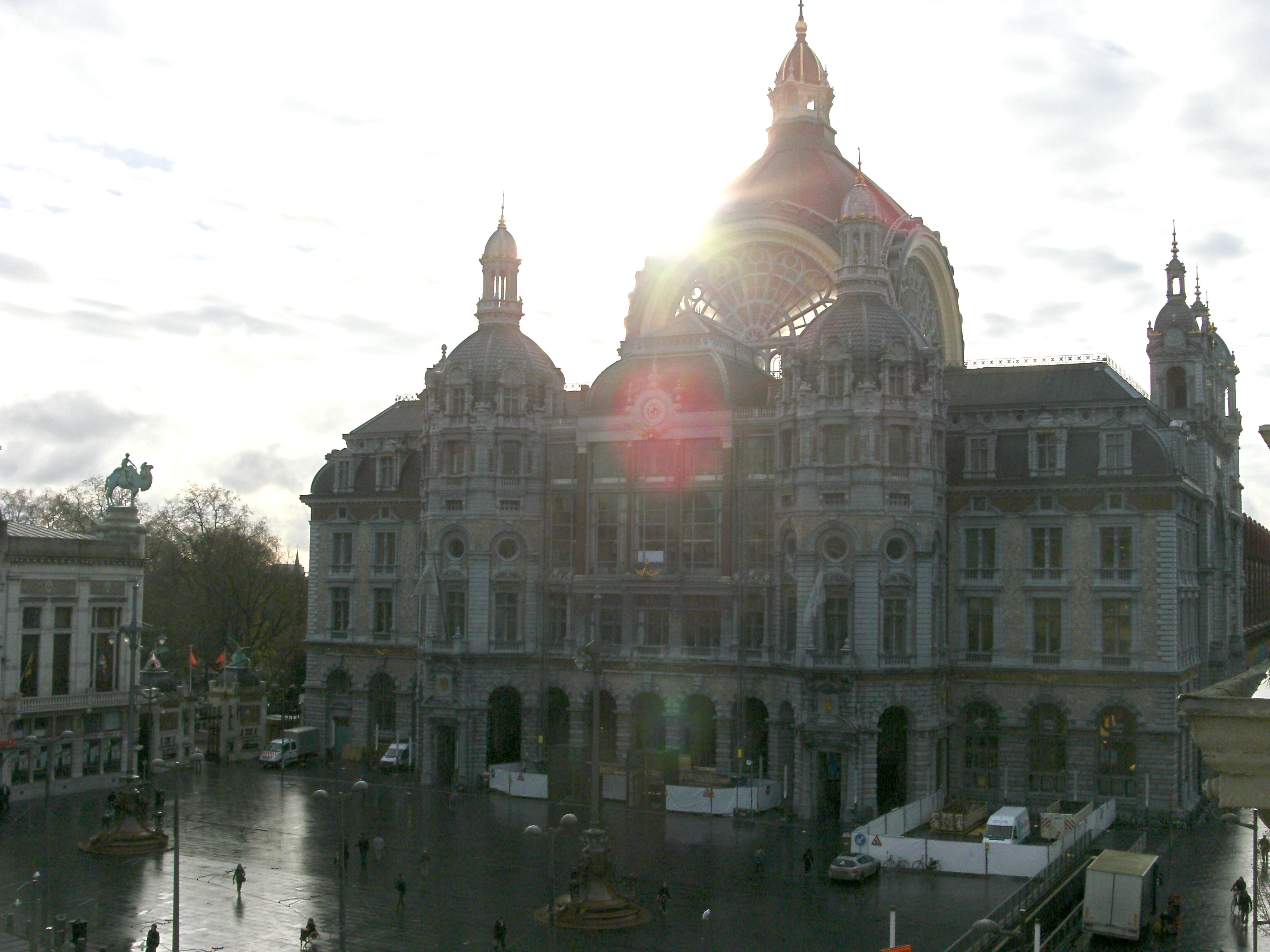
Taches et contraste réduit par la lumière de face.

À cause de la forte source de lumière, des taches de couleurs peuvent apparaitre sur la photo selon l'angle et l'objectif. Il est possible de jouer avec ces taches mais elles peuvent également gâcher complètement la photo.
Le flare vient de réflexions partielles sur les surfaces des lentilles de l'objectif. Quand les rayons lumineux entrants sont puissants, il en reste assez pour créer un voile surtout visible sur les parties sombres. Les surfaces internes de la monture diffusent ceux qui ne  devraient pas arriver sur la surface sensible, créant un voile général quand les sources de lumière sont dans le champ.
Les objectifs récents réduisent le  flare en utilisant, pour les lentilles, un Traitement antireflet, et pour les montures d'objectif, des formes et des revêtements facilitant l'absorption des rayons lumineux.
Un pare-soleil qui bloque les rayons qui n'arriveront pas à la surface sensible diminue efficacement le flare. En cinéma on utilise le plus souvent un compendium qui est un soufflet pyramidal soutenu par des tiges métalliques, devant lequel on place une plaque de la forme exacte qui permet de ne conserver que les rayons utiles.

### Plage dynamique excessive
L'écart très important entre les zones les plus lumineuses de l'image et celles du sujet vu à contre-jour oblige à d'exposer correctement soit la zone de forte lumière (dans ce cas, le reste de la photo apparaît découpé en ombre chinoise, soit les zones les plus sombres (dans ce cas, les fortes lumières seront complètement brûlées).

## Solutions

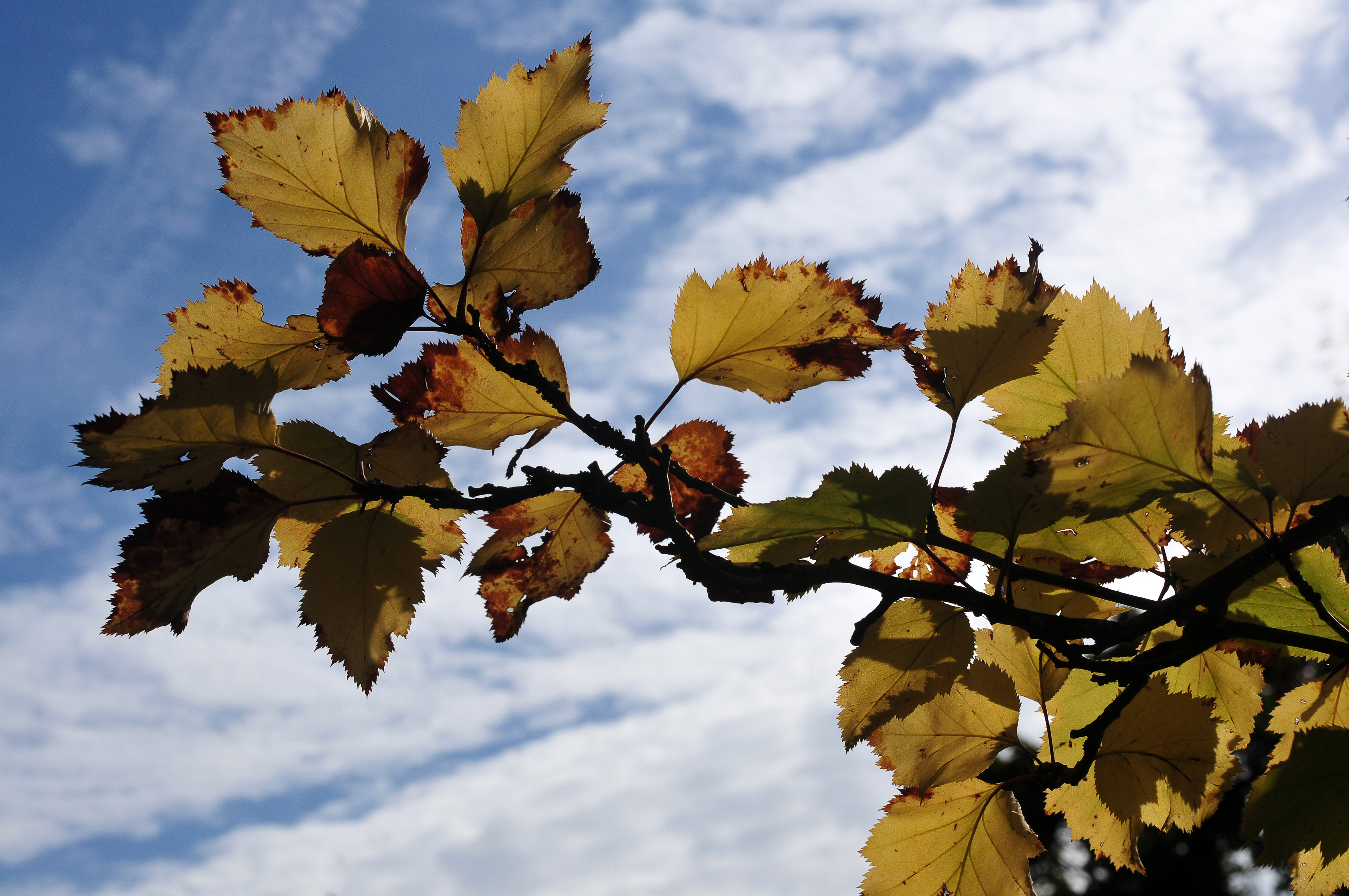
Feuillage d'alisier torminal à contre-jour.

Il arrive que le photographe trouve une composition à contre-jour, sans autre procédé technique. Quand le contraste d'ensemble de la scène est trop importantes, trois parti-pris permettent de traiter la dynamique : la silhouette, la combinaison d'expositions différentes, l'éclairage complémentaire.

### Silhouette

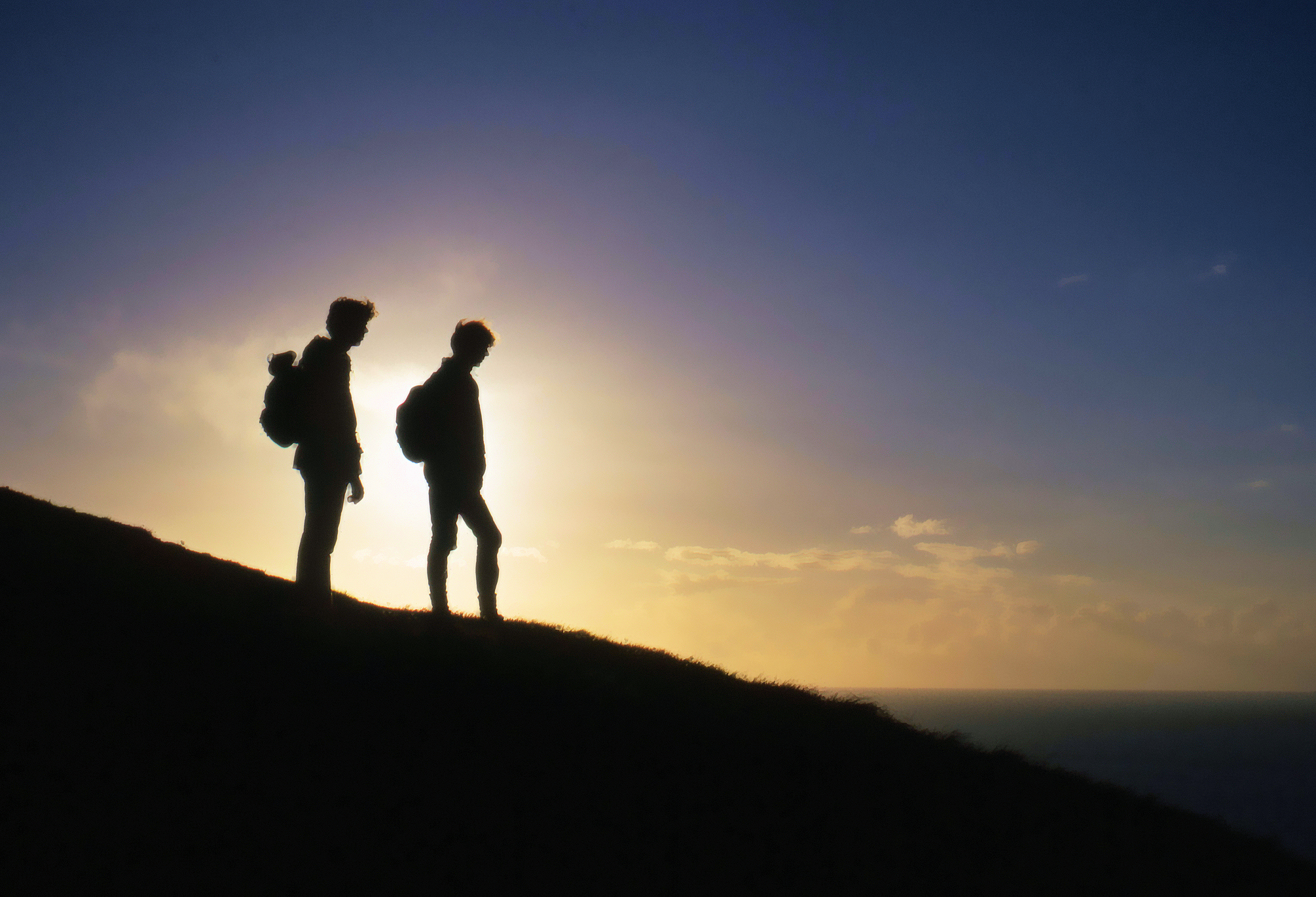
Silhouettes sur la côte sud de l'Angleterre.

La silhouette est une tradition ancienne des arts graphiques. Si le sujet à contre-jour se détache clairement sur un fond lumineux, le contour peut suffire à produire une image très réussie.

### Combinaison d'expositions

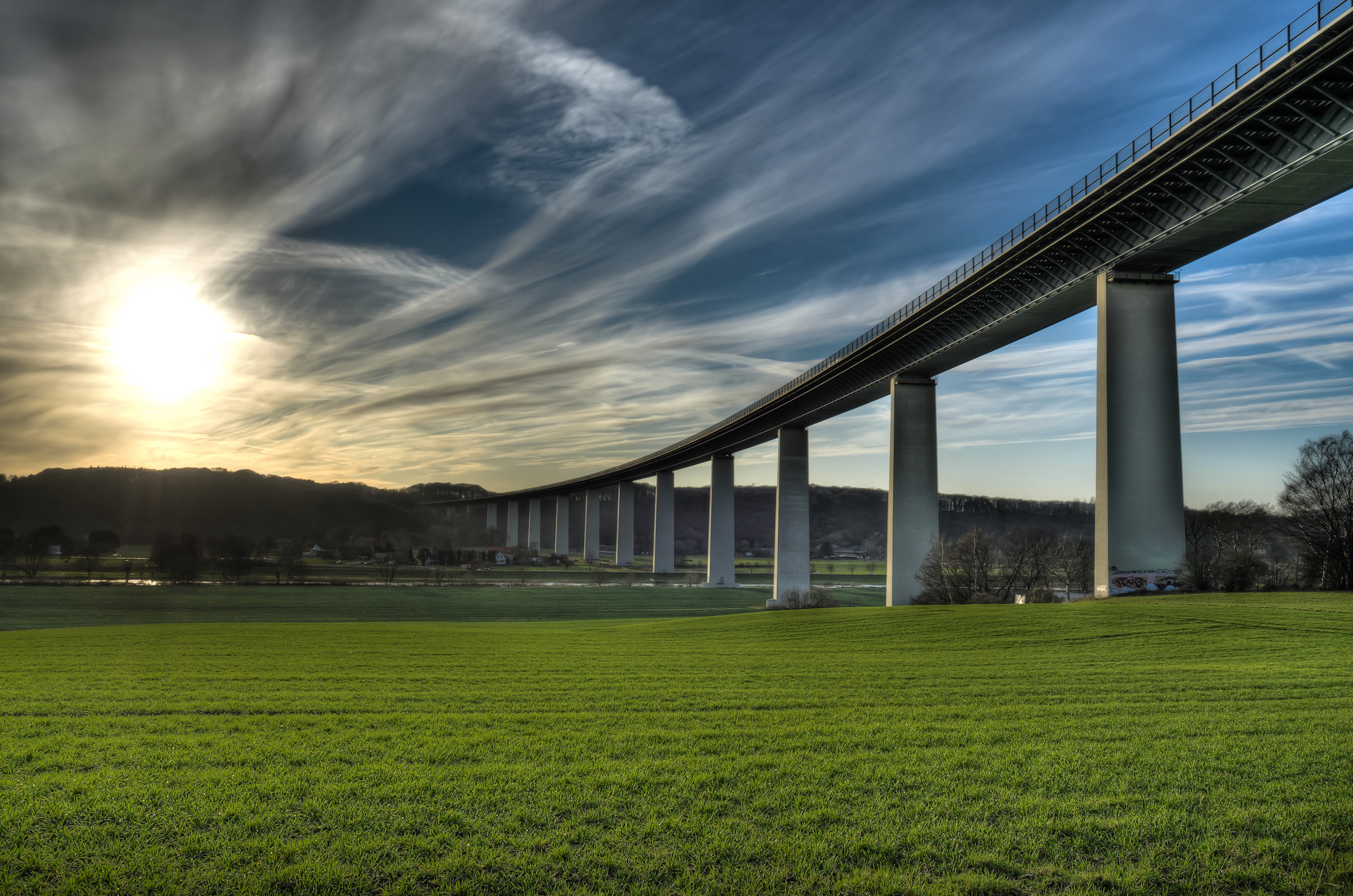
Image à grande dynamique

On prend successivement, aussi vite que possible, une série de photos avec l'exposition correspondant à diverses partie du sujet. On les combine ensuite dans une imagerie à grande gamme dynamique, en repérant les régions qui s'accommodent mieux de chacune des expositions.
Le contraste d'ensemble de l'image composite ne représente pas celui de la scène d'origine, mais tous ses éléments visuels s'y trouvent représenté. 

### Éclairage complémentaire

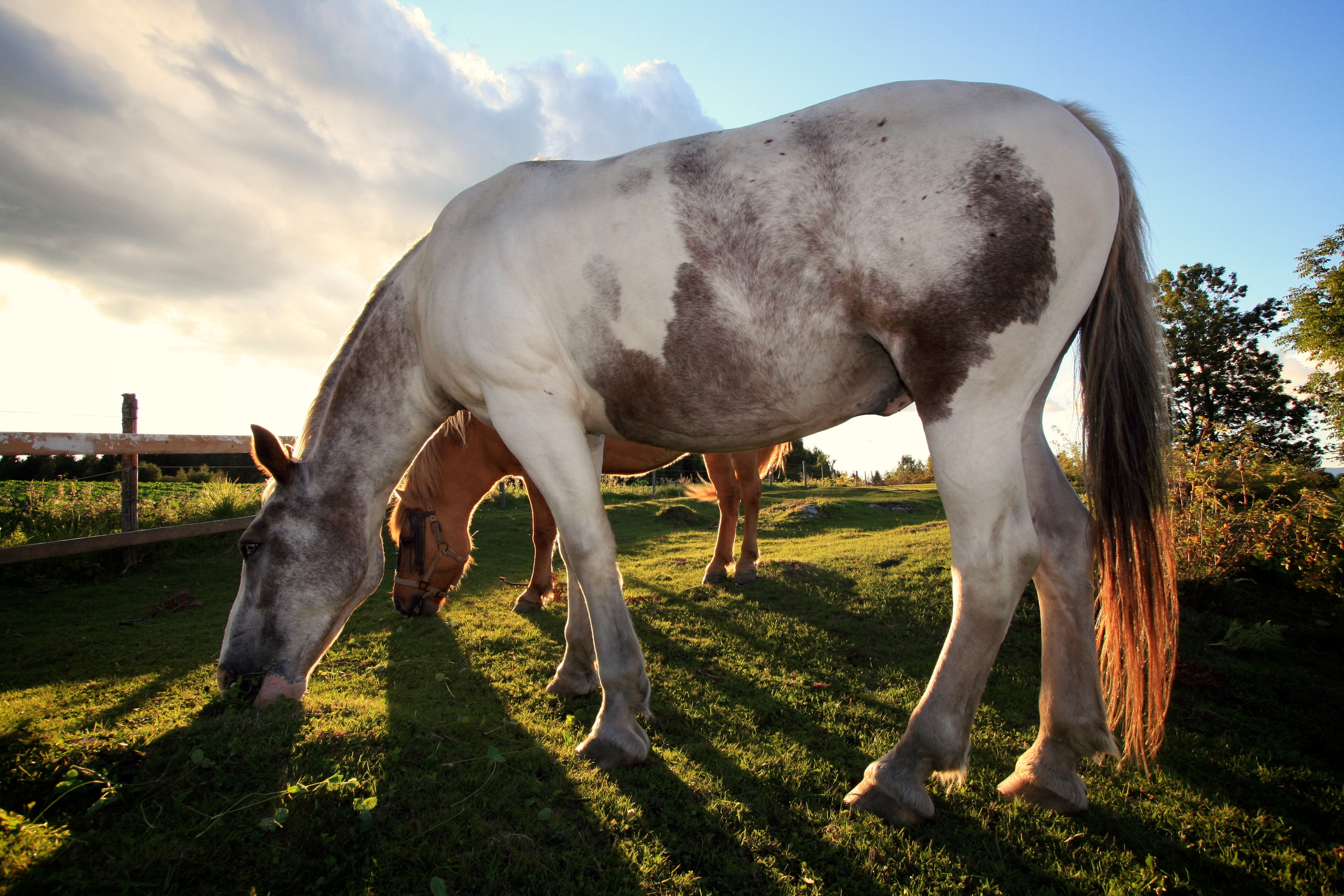
Utilisation du « fill-in »

Un éclairage d'appoint peut réduire le contraste. Comme la lumière principale est en face de l'appareil, cette lumière de fill-in est proche de l'axe. Un flash fixé sur l'appareil fait souvent l'affaire. Le contre-jour se manifeste alors par une ligne claire sur le contour du sujet. Les objets hors de la lumière d'appoint apparaissent en silhouette.

## Éclairage

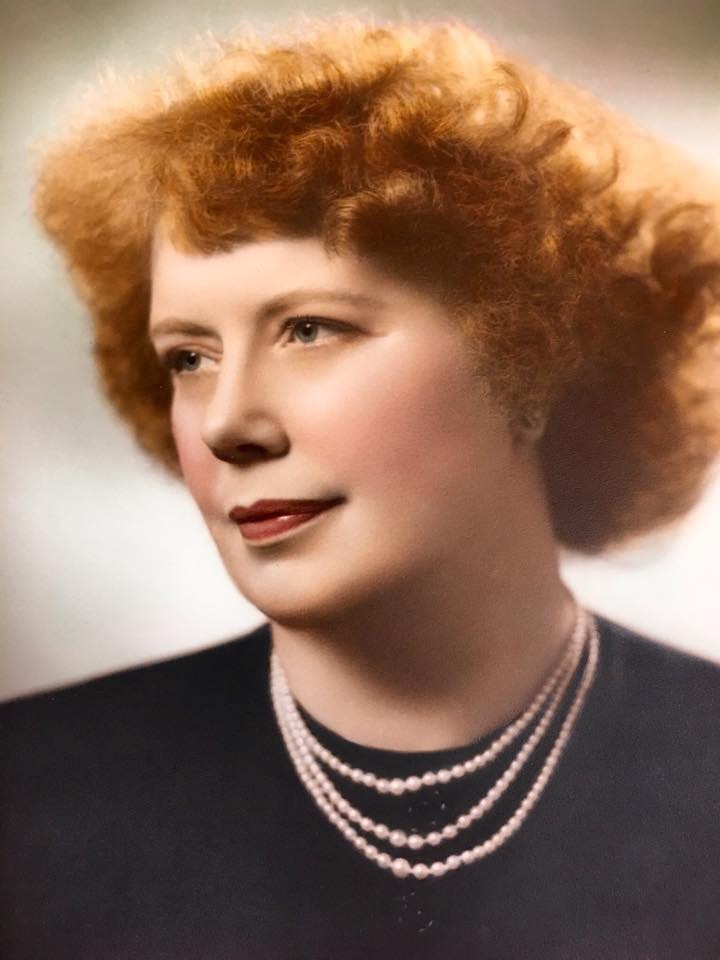
Portrait de studio.

En photographie de studio, en prises de vue pour le cinéma et la télévision, on place souvent une forte lumière à contrejour, dans un angle suffisamment élevé pour que cette lumière n'atteigne pas du tout les objectifs de prise de vue. Cet éclairage illumine le contour des objets et fait briller les parties translucides, en particulier la chevelure.